# Roche-Vernaize
La Roche-Vernaize est un dolmen situé sur le territoire de la commune des Trois-Moutiers, dans le département de la Vienne.

## Protection
L'édifice est classé au titre des monuments historiques en 1957.

## Caractéristiques
Le dolmen est désormais ruiné. Il s'agit probablement d'un dolmen de type angevin. Il comporte dix orthostates et une grande table de couverture fragmentée en trois morceaux. Selon Frère René, la chambre mesure 7,50 m de long sur 4 m de large. Elle pourrait avoir été précédée d'une antichambre. Les deux orthostates au sud-est pourraient correspondre aux vestiges du portique. Frère René avait considéré, à tort, qu'il s'agissait de deux dolmens.
Frère René et M. de la Villebiot fouillèrent le site en 1900. Plusieurs comptes-rendus de fouille existent mais ils sont contradictoires.
Une couche détritique d'environ 0,80 m d'épaisseur recouvrait le sol pavé de grès rouge de la chambre sur lequel, dans une couche de terre fine de 15 cm à 20 cm, reposaient des ossements humains. Les os longs des bras et des jambes étaient rangés en carré, le crâne et les petits os étant disposés à côté. Les fouilleurs rapportent avoir découvert sept carrés de ce genre ainsi qu'« un paquet de quatre ou cinq grands os réunis en botte d'asperges » près des parois et de nombreux tibias et humérus disposés sans ordre vers le milieu de la chambre. Chaque carré ne correspondait pas à un squelette complet : des os d'individus adultes pouvant être mélangés avec ceux d'enfants. Selon Charbonneau-Lassay, ce niveau archéologique était recouvert d'un pavage en calcaire, lui-même recouvert d'une couche de terre de 0,45 m d’épaisseur.
Le mobilier archéologique découvert comprend des outils en grès, des silex taillés et retouchés, des tessons de poterie grises et noires à gros dégraissant (quartz), un tesson noir décoré de lignes horizontales.

## Folklore
Selon une tradition, le site était gardé par un énorme serpent qui punissait de mort dans l'année tous ceux qui venaient troubler son repos.
Selon une légende, le diable faisait réchauffer dans sa poêle des galettes de beurre qu'il avait volées au curé de la paroisse de Basses. Surpris par l'arrivée de Sainte Radegonde, il donna un coup de pied dans sa poêle et les galettes atterrirent dans le voisinage donnant naissance aux dolmens de Vaon, de Bernazay, à la Roche-Vernaize et à la Butte de Saint-Drémont.